# Jakten på lyckan
Jakten på lyckan är en TV-serie i SVT, sänd i åtta avsnitt våren 2011.
I serien reser programledaren Hanna Hellquist runt med bil i ett vintrigt Sverige för att söka svar på hur man får ett lyckligt liv. Hon besöker olika platser och framför allt intervjuar olika personer, som hon förknippar med olika synbarliga aspekter på framgång och lycka, eller strävan efter det; alltifrån andlig frid till njutningar och världslig framgång. 
I de olika avsnitten samtalar hon bland andra med den andligt sökande filmpersonligheten Liam Norberg, TV–kocken Niklas Ekstedt, tidningsutgivaren Amelia Adamo, tsunamidrabbade företagaren Pigge Werkelin, självständighetssökande författaren Maria Sveland, balanssökande, kreativa Caroline af Ugglas, "Sveriges lyckligaste man" Mark Levengood, lyckoforskarna Bengt Brülde och Filip Fors, amerikanska författaren Barbara Ehrenreich, invandrade företagaren Wonna I de Jong och programledaren och vägledaren i personlig utveckling Mia Törnblom. Hon besökte också ett läger för nyandlighet, en kurs i skrattyoga, ett möte för kramande, gick på glödande kol med Ana Olivegren, simmade med delfiner i Kolmårdens djurpark och talade med människor i Gnesta i ett experiment att göra det till ett svenskt "centrum för lycka". I slutändan har hon fått många nya erfarenheter och tankar, men får fortsätta sitt lyckosökande utifrån sitt eget liv, då den inte är helt enkel att definiera. 